# Penguin (альбом Fleetwood Mac)
Penguin — сьомий студійний альбом британсько-американського гурту «Fleetwood Mac», представлений у березні 1973 року під лейблом «Reprise Records». Це перший альбом гурту після того, як колектив залишив Дені Кірван; перший альбом, у записі якого взяв участь Боб Вестон та єдиний альбом, над яким працював Дейв Вокер.

## Список пісень
| Сторона 1 | Сторона 1             | Сторона 1                                    | Сторона 1  | Сторона 1  |
| #         | Назва                 | Автор                                        | Вокал      | Тривалість |
| --------- | --------------------- | -------------------------------------------- | ---------- | ---------- |
| 1.        | «Remember Me»         | Крістін МакВі                                | МакВі      | 2:41       |
| 2.        | «Bright Fire»         | Боб Велч                                     | Welch      | 4:32       |
| 3.        | «Dissatisfied»        | МакВі                                        | МакВі      | 3:43       |
| 4.        | «(I'm a) Road Runner» | Браян Голланд, Ламонт Дозьєр, Едвард Голланд | Дейв Вокер | 4:52       |

| Сторона 2 | Сторона 2              | Сторона 2   | Сторона 2         | Сторона 2  |
| #         | Назва                  | Автор       | Вокал             | Тривалість |
| --------- | ---------------------- | ----------- | ----------------- | ---------- |
| 5.        | «The Derelict»         | Дейв Вокер  | Вокер             | 2:43       |
| 6.        | «Revelation»           | Велч        | Велч              | 4:55       |
| 7.        | «Did You Ever Love Me» | МакВі, Велч | МакВі, Боб Вестон | 3:39       |
| 8.        | «Night Watch»          | Велч        | Велч              | 6:17       |
| 9.        | «Caught in the Rain»   | Боб Вестон  | інструментальна   | 2:35       |

## Учасники запису
Fleetwood Mac
- Боб Велч – гітара, вокал, бас-гітара («Revelation»)
- Боб Вестон – гітара, банджо і губна гармоніка («The Derelict»)
- Крістін МакВі – клавішні, вокал
- Дейв Вокер – вокал («(I'm a) Road Runner» і «The Derelict»), губна гармоніка («(I'm a) Road Runner»)
- Джон МакВі – бас-гітара
- Мік Флітвуд – ударні, перкусія

## Чарти
| Чарт (1973)        | Найвища позиція |
| ------------------ | --------------- |
| U.S. Billboard 200 | 49              |